# Flangebouche
Flangebouche – miejscowość i gmina we Francji, w regionie Burgundia-Franche-Comté, w departamencie Doubs.
Według danych na rok 1990 gminę zamieszkiwało 558 osób, a gęstość zaludnienia wynosiła 24 osoby/km² (wśród 1786 gmin Franche-Comté Flangebouche plasuje się na 285. miejscu pod względem liczby ludności, natomiast pod względem powierzchni na miejscu 78.).